# Bernd Mayländer
Bernd Mayländer, född den 29 maj 1971 i Waiblingen i Tyskland, är en tysk före detta racerförare, som numera är säkerhetsbilens förare i Formel 1.

## Racingkarriär
Mayländer tävlade i DTM, och vann ett race, på Hockenheim 2001. Det året slutade han på elfte plats totalt. Efter förarkarriären nappade han på ett erbjudande om att köra Safety Car i Formel 1, vilket han nu gör på heltid.